# Johannes van La Verna
Johannes van La Verna, oorspronkelijk Johannes van Fermo, O.F.M., (1259, Fermo – 10 augustus 1322, La Verna) was een franciscaanse broeder uit Italië die bekend werd als asceet en prediker, aan wie meerdere wonderen zijn toegeschreven. Binnen de Rooms-katholieke kerk is hij in 1880 zalig verklaard.

## Leven en werken
Johannes werd geboren in Fermo, een stad in de Marken van Ancona. Hij was als kind bijzonder vroom voor zijn leeftijd en toen hij tien was namen de kanunniken hem al op in de priorij Sint-Pieter te Fermo. Drie jaar later trad hij toe tot de Franciscanen, omdat hij nog soberder wilde leven. Onder de hoede van de bekende frater Jacobus van Fallerone maakte hij snelle vorderingen bij de vervolmaking van zijn geloof.

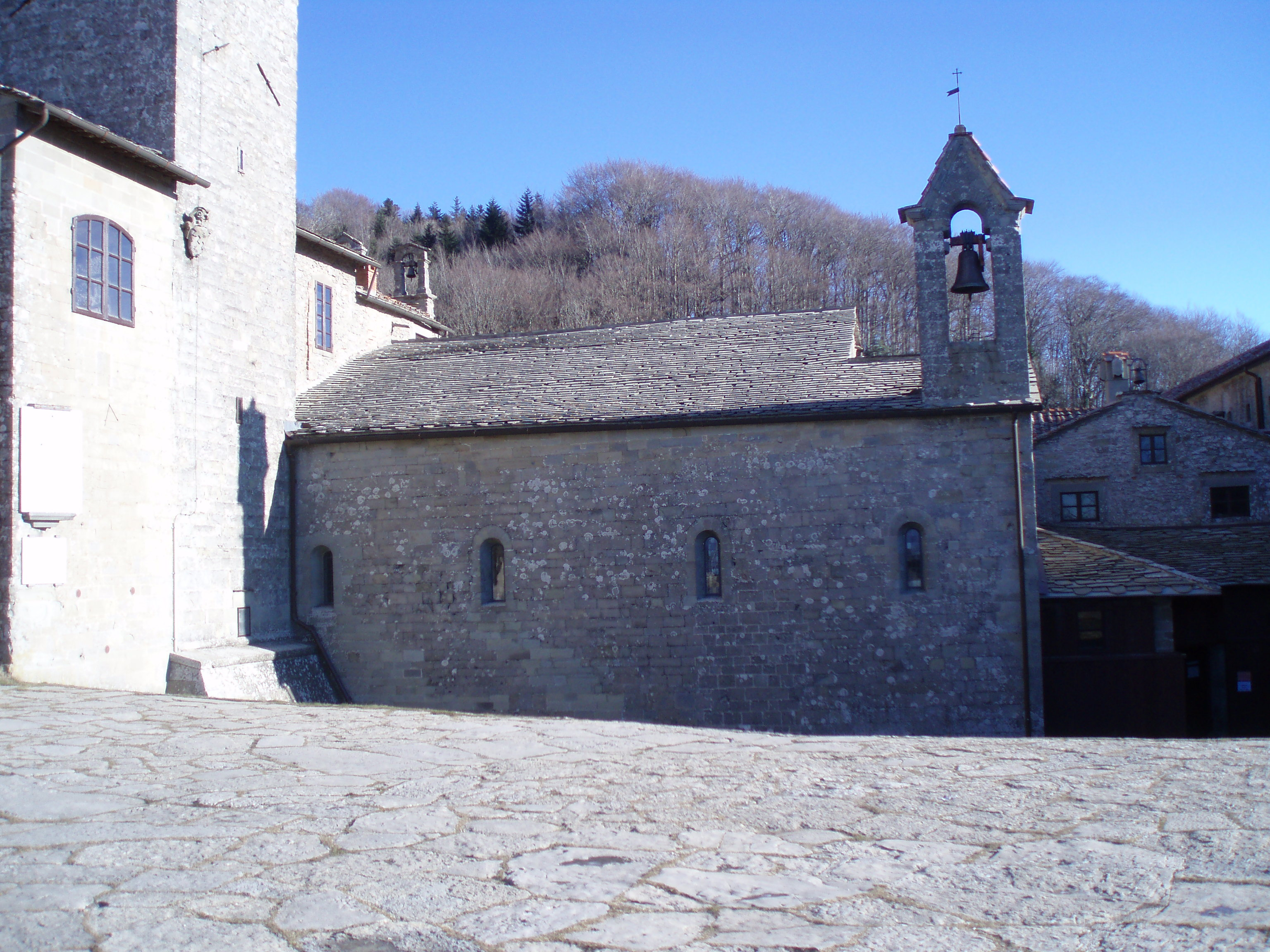
La Verna

Kort nadat hij zijn eeuwige geloften had afgelegd, werd Johannes door de minister-generaal, de hoogste bestuurder van de Franciscanen, naar La Verna gestuurd. Dit was de berg in Toscane waar Sint-Franciscus eerder zijn stigmata had ontvangen. Johannes leidde daar jarenlang een leven van afzondering, boetedoening en contemplatie dat hem soms tot religieuze extase en visioenen van de hemel bracht. Door zijn verblijf op deze plaats kreeg hij de naam Johannes van La Verna.
In zijn latere leven legde hij zich toe op verkondigen van het geloof. Hij predikte in Florence, Pisa, Siena, Arezzo, Perugia en vele andere steden in Noord- en Midden-Italië, waarbij ook tal van wonderen werden verricht. Hij was nauw bevriend met de dichter en frater Jacopone van Todi, en diende hem voor zijn overlijden in 1306 de laatste sacramenten toe.
Volgens de overlevering heeft Johannes de tekst van de prefatie in de Sint-Franciscusmis opgesteld. Toen hij op weg naar Assisi in de stad Cortona voorvoelde dat zijn eigen dood nabij was, ging hij terug naar La Verna. Daar overleed hij in 1322, op 63-jarige leeftijd.

## Verering
Johannes werd op La Verna begraven, waar ook zijn kloostercel nog steeds te zien is. Ook op deze heilige berg werden veel wonderen aan zijn tussenkomst toegeschreven. In 1880 werd hij door paus Leo XIII zalig verklaard.
- Gemeinsame Normdatei: 102521395
- International Standard Name Identifier: 0000 0000 5488 8755
- Library of Congress Control Number: no2002013707
- Nationale Bibliotheek van Tsjechië: xx0154611
- Virtual International Authority File: 12696439
- WorldCat: E39PBJtWYGp79dc9fb8d3jyw4q